# مسجد علاءالدین کیقباد
مسجد علاءالدین اصلی‌ترین بنای ارگ قونیه در ترکیه است. این سازه به عنوان «مسجد تاج و تخت» برای سلاطین سلجوقی روم کاربری داشته و حاوی مقبره پادشاهان سلسله سلجوقیان روم است. این بنا در مراحل بین اواسط قرن ۱۲ و اواسط قرن ۱۳ ساخته شده. هر دو ارگ و مسجد نام سلطان علاءالدین کیقباد اول را دارند.

## سلاطین سلجوقی دفن شده در این مسجد

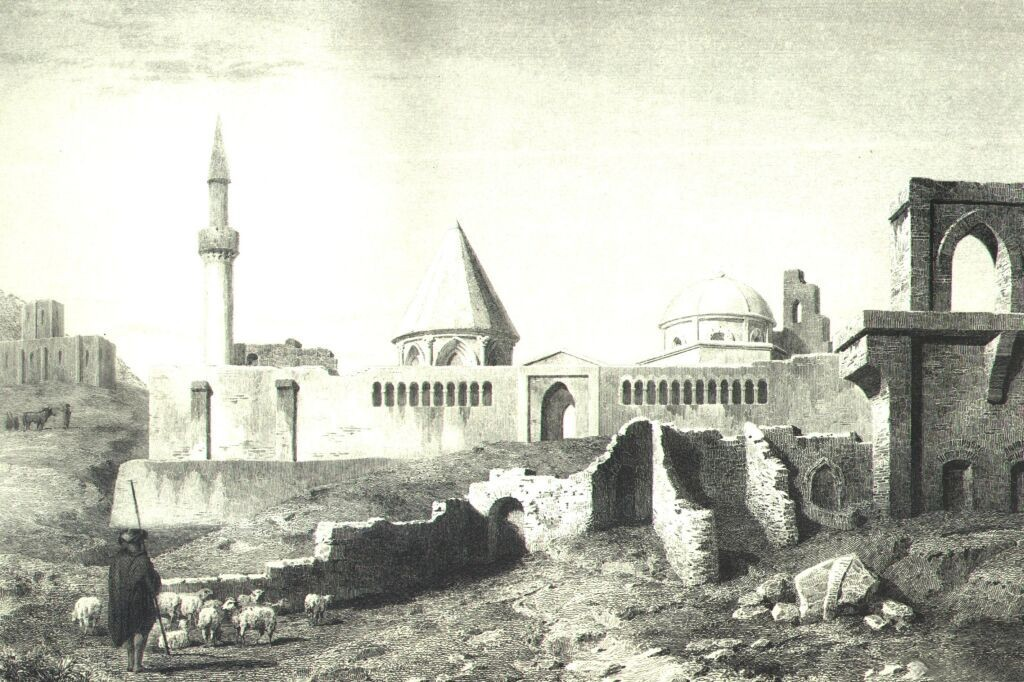
تصویری از مسجد مربوط به سال ۱۸۴۹ میلادی

- مسعود یکم
- قلج ارسلان دوم
- سلیمان دوم
- کیخسرو یکم
- علاءالدین کیقباد اول
- کیخسرو دوم
- قلج ارسلان چهارم
- کیخسرو سوم

## نگارخانه

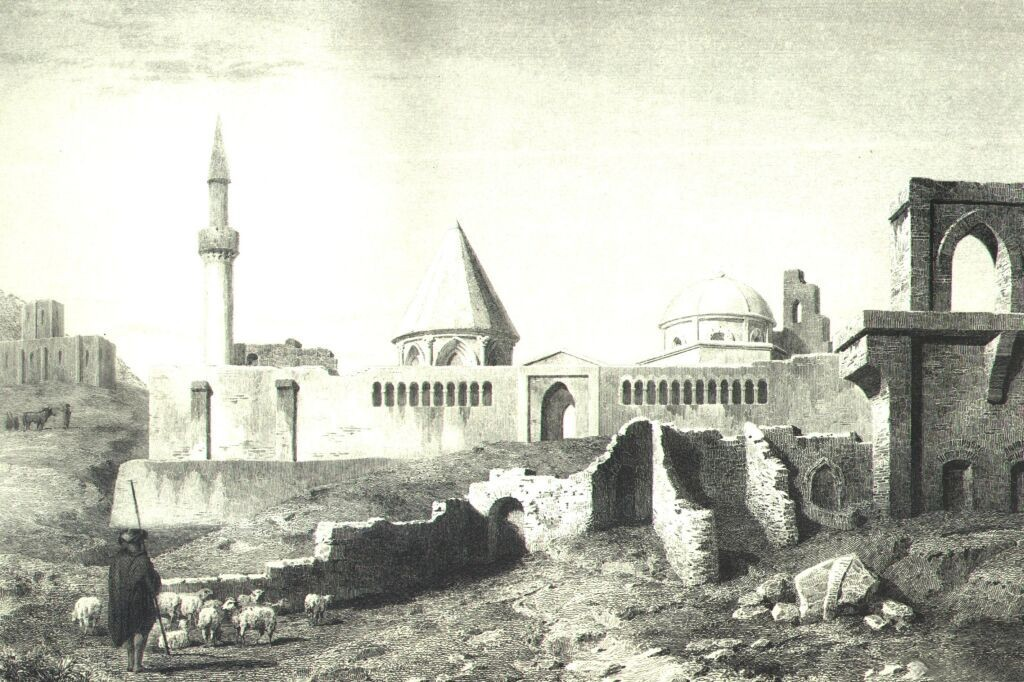
Alâeddin Mosque in an 1849 engraving
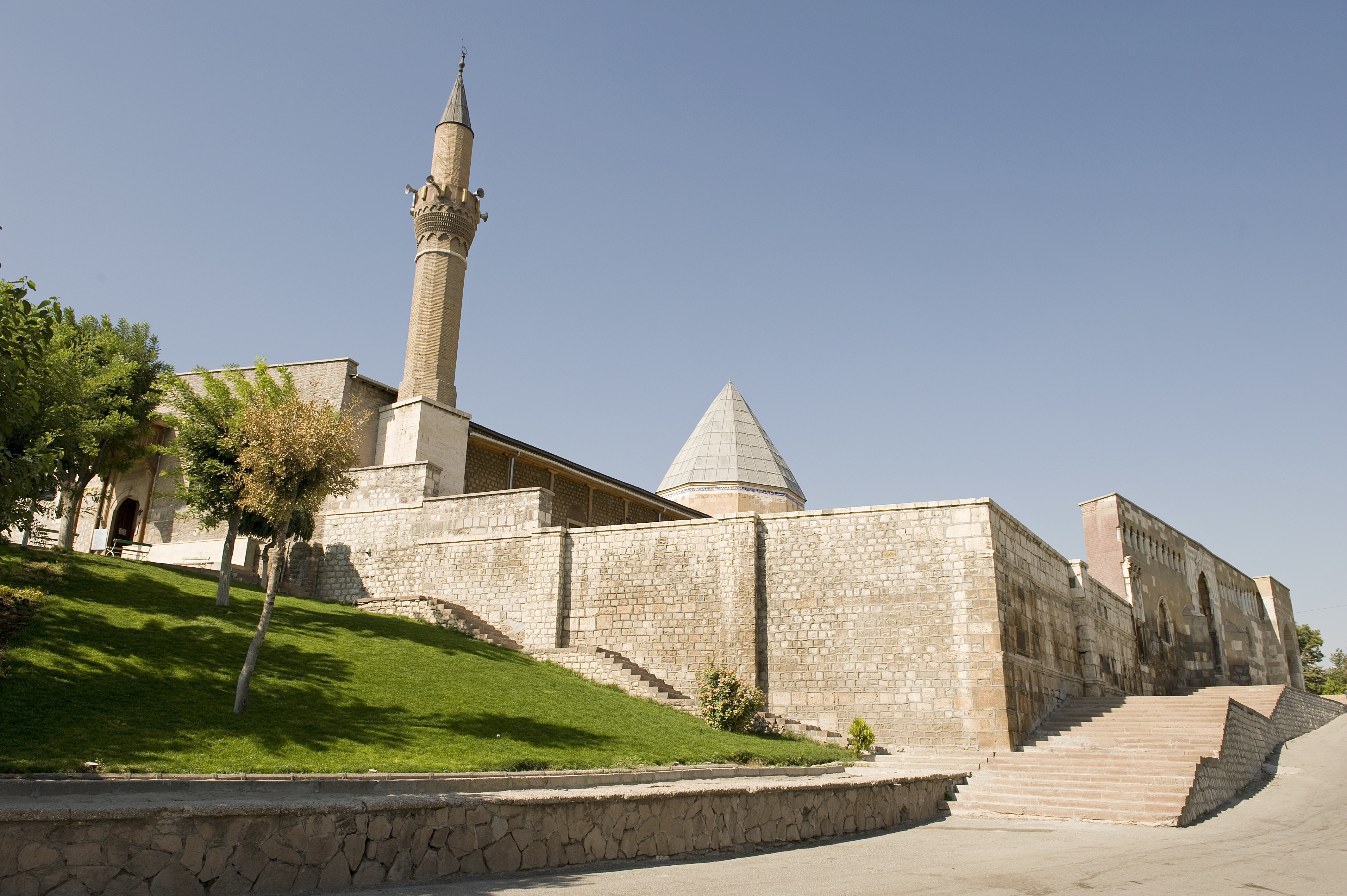
Alaeddin Mosque From side
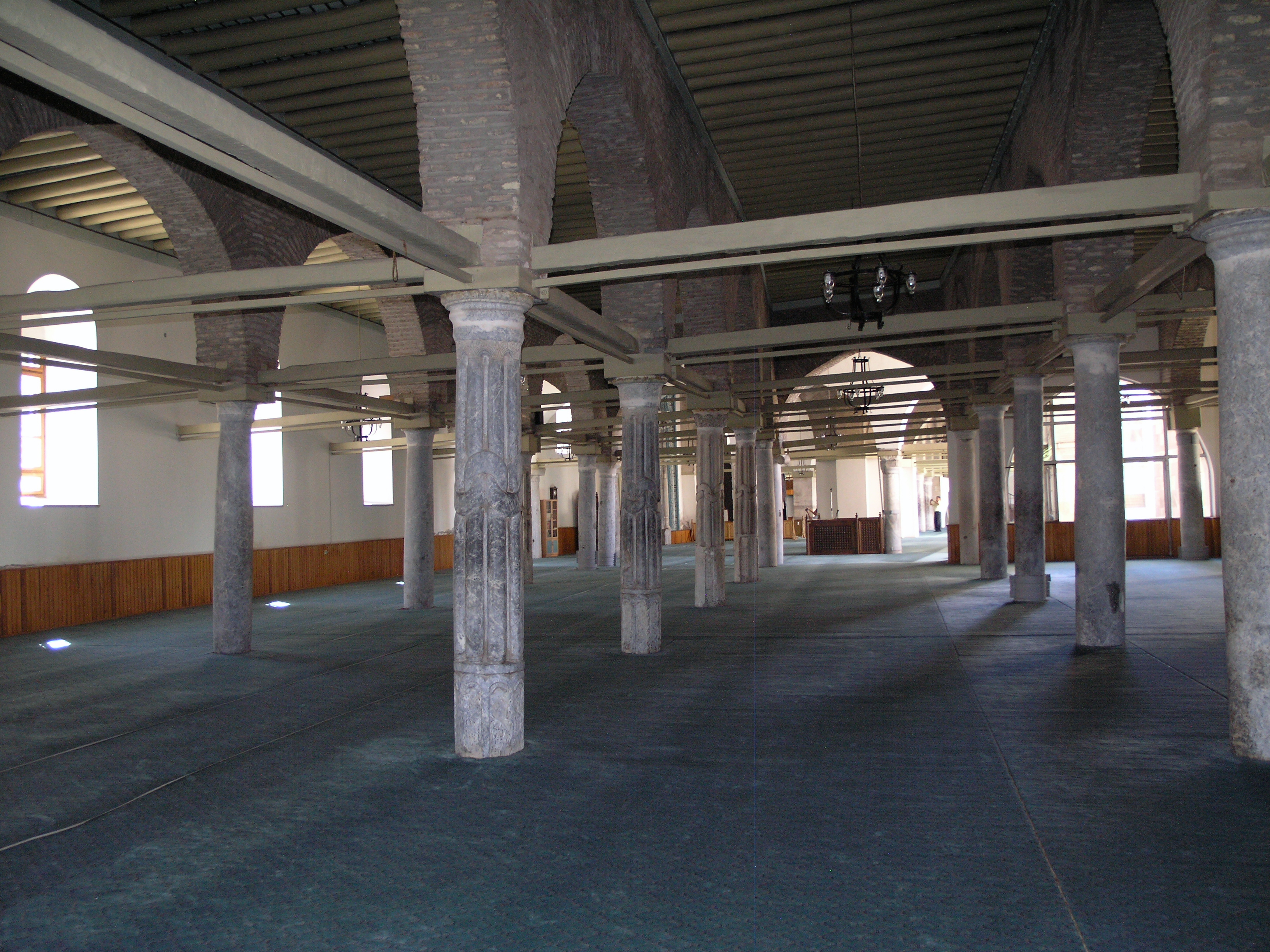
Interior
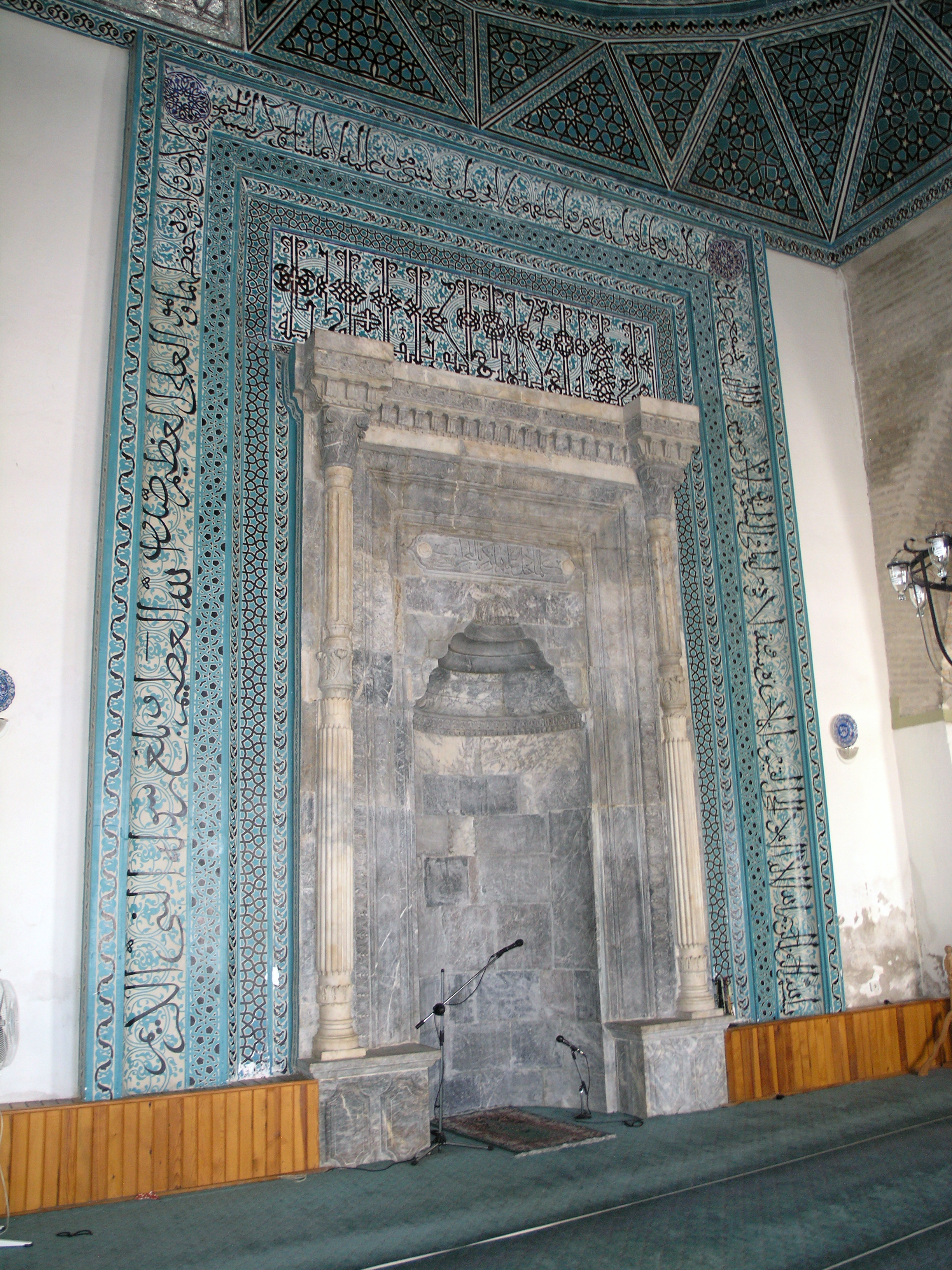
Mihrab
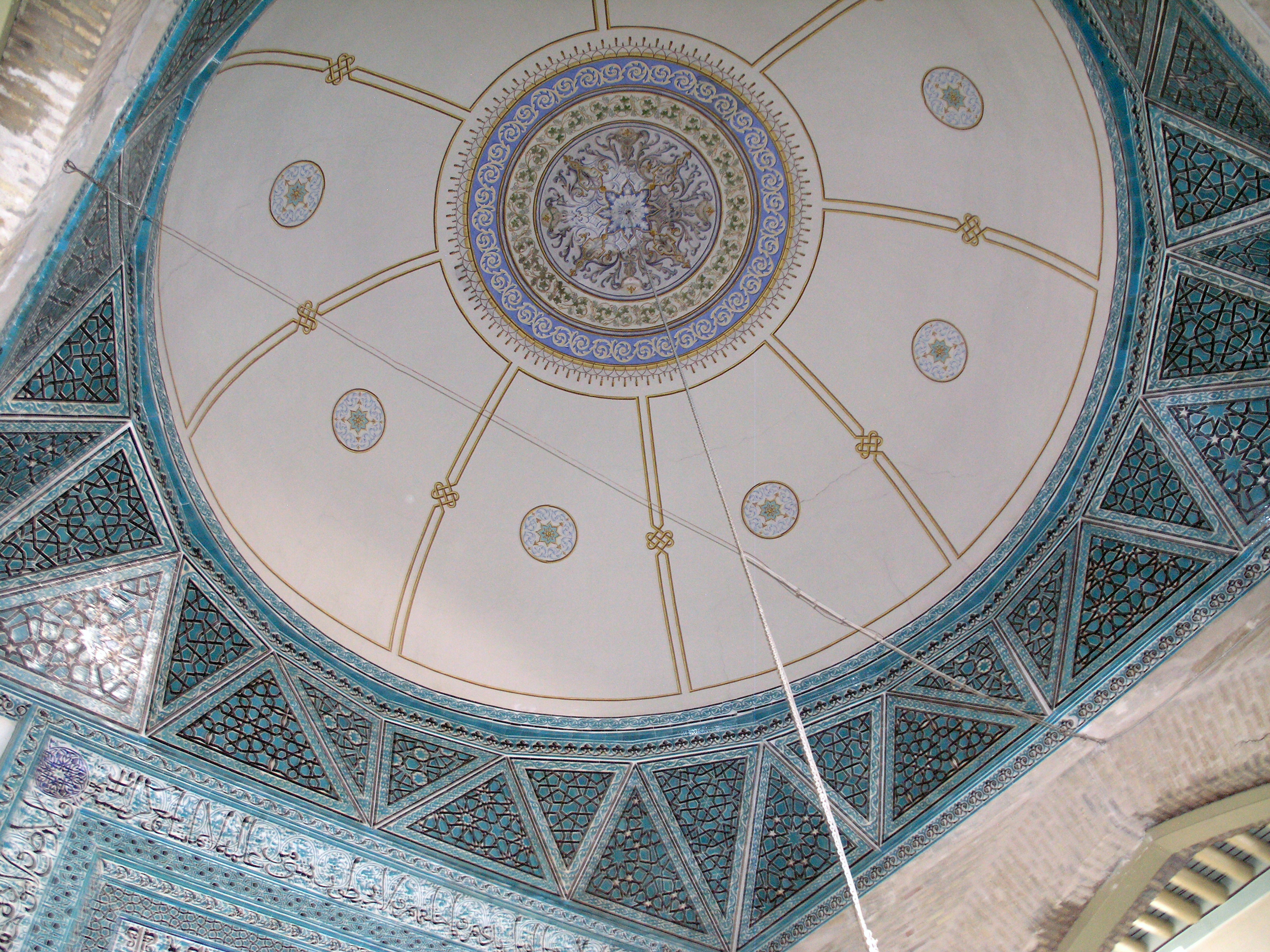
Dome
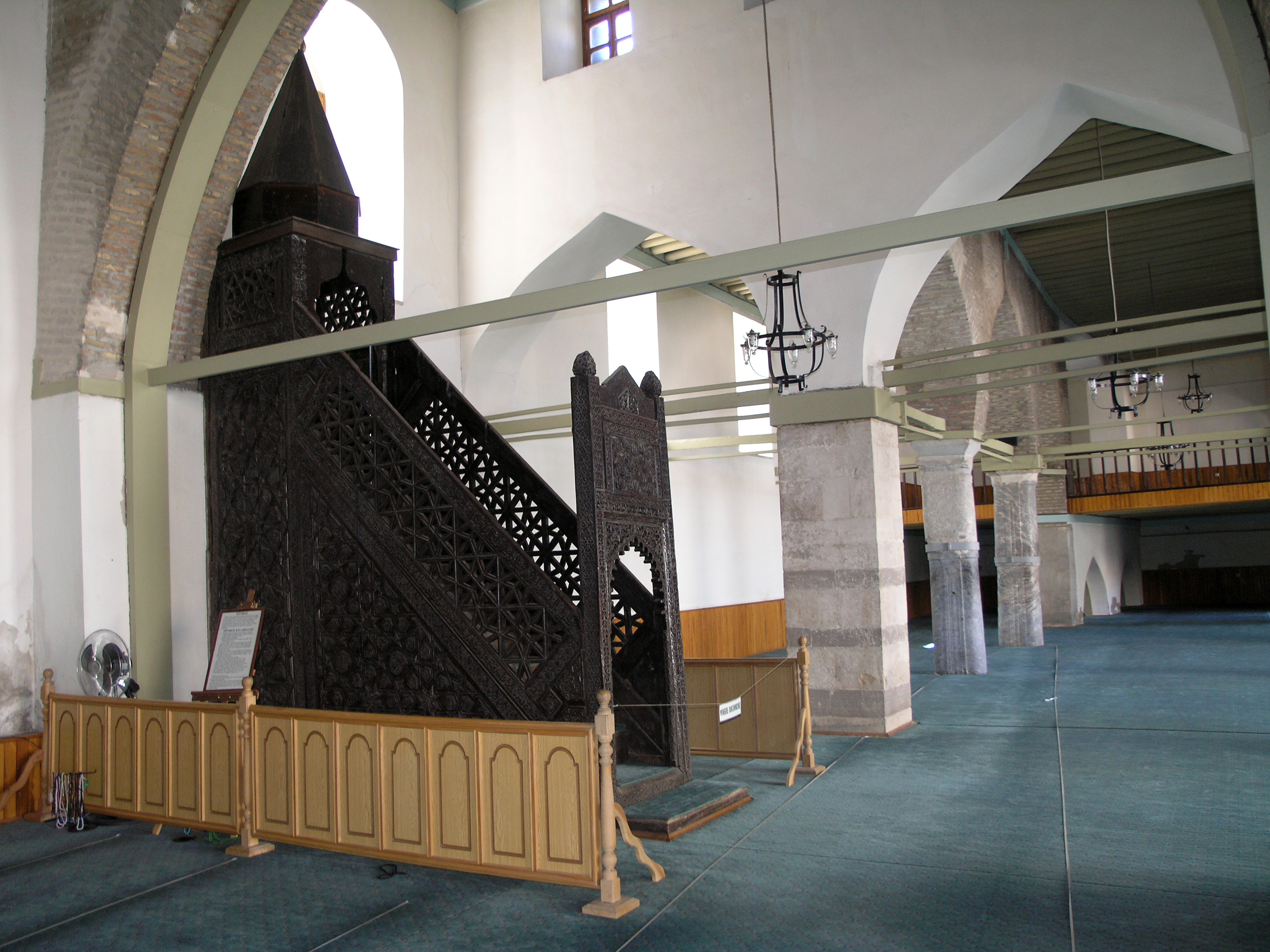
Minbar
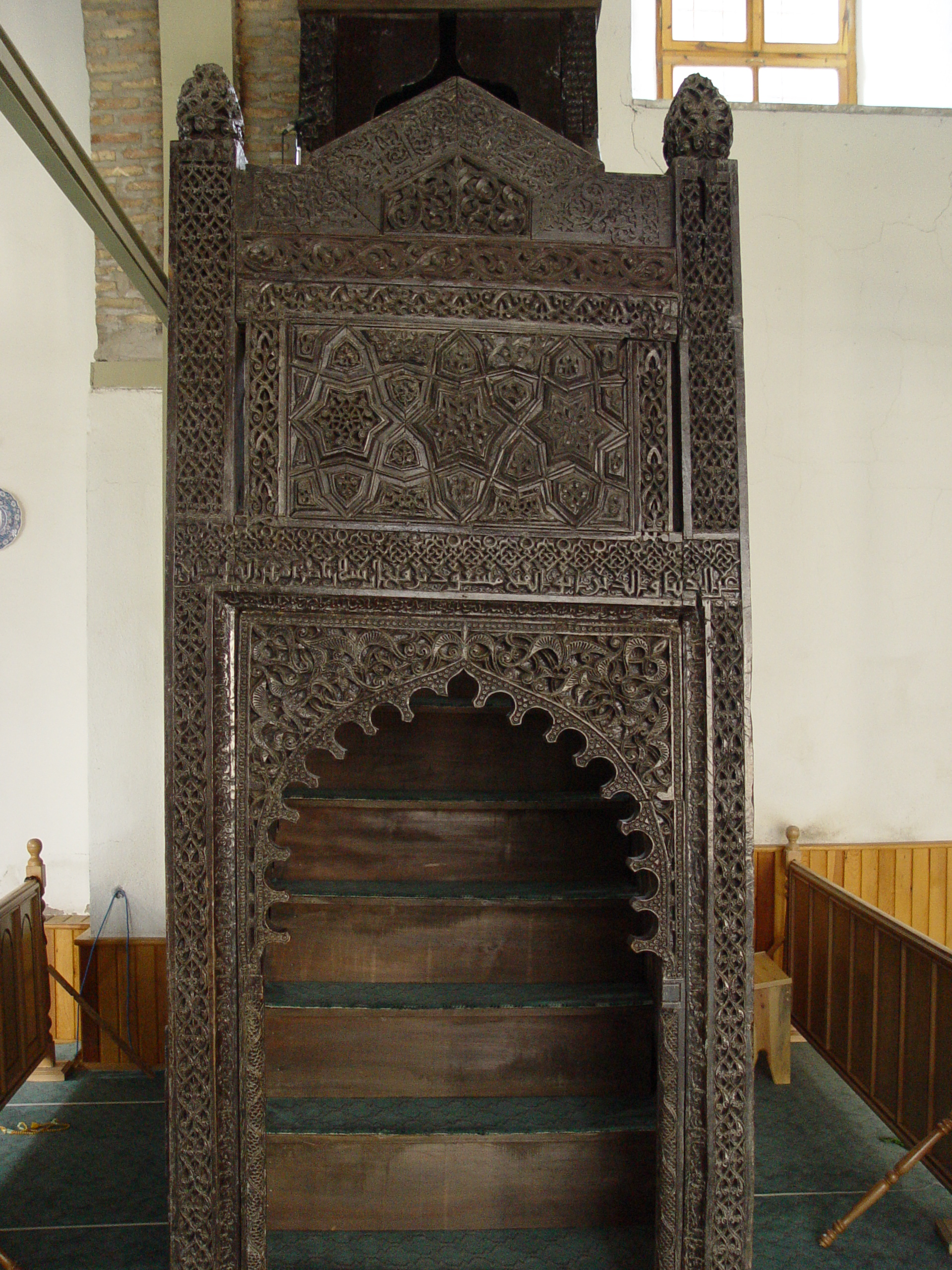
Alaeddin Mosque Minber
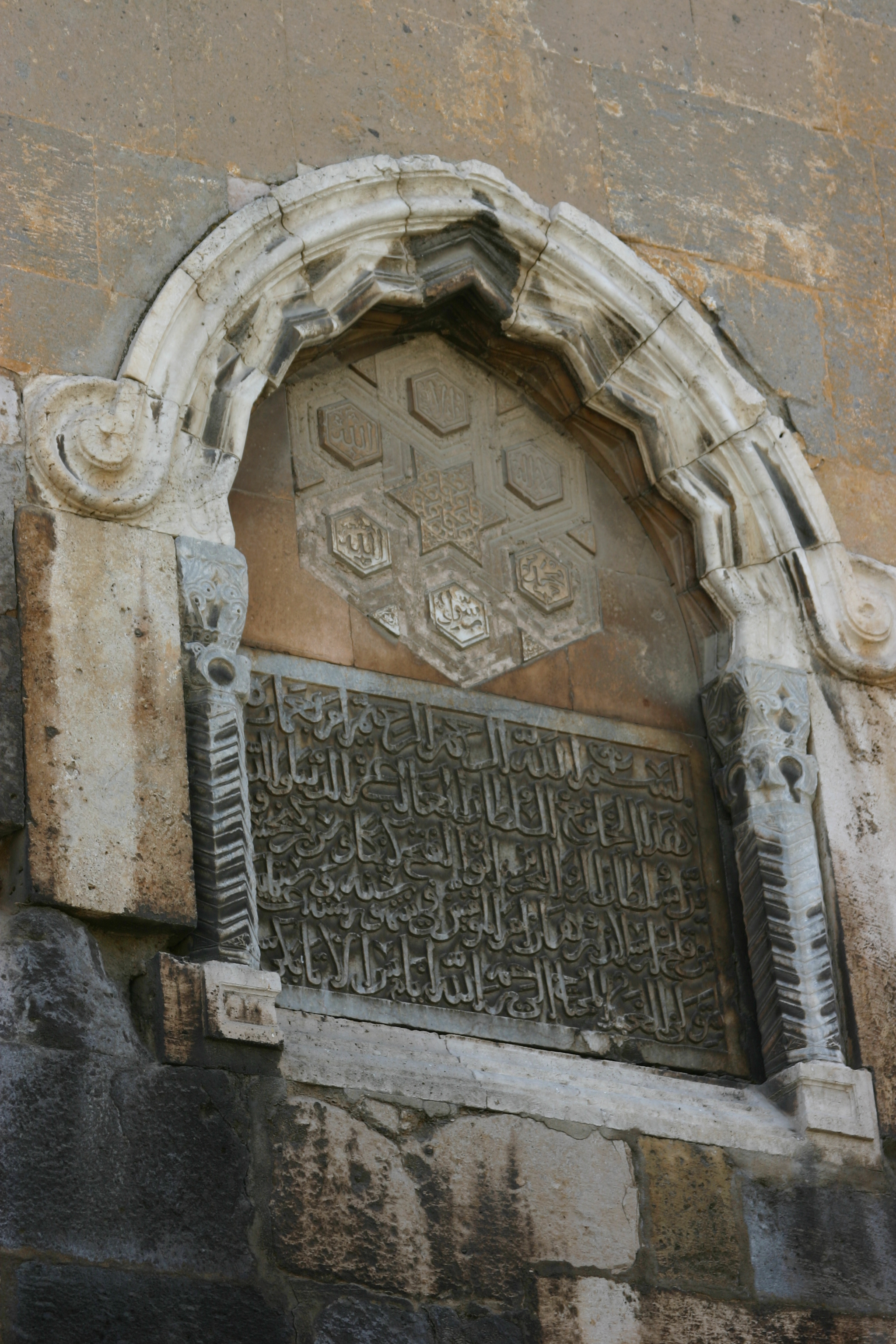
Inscription
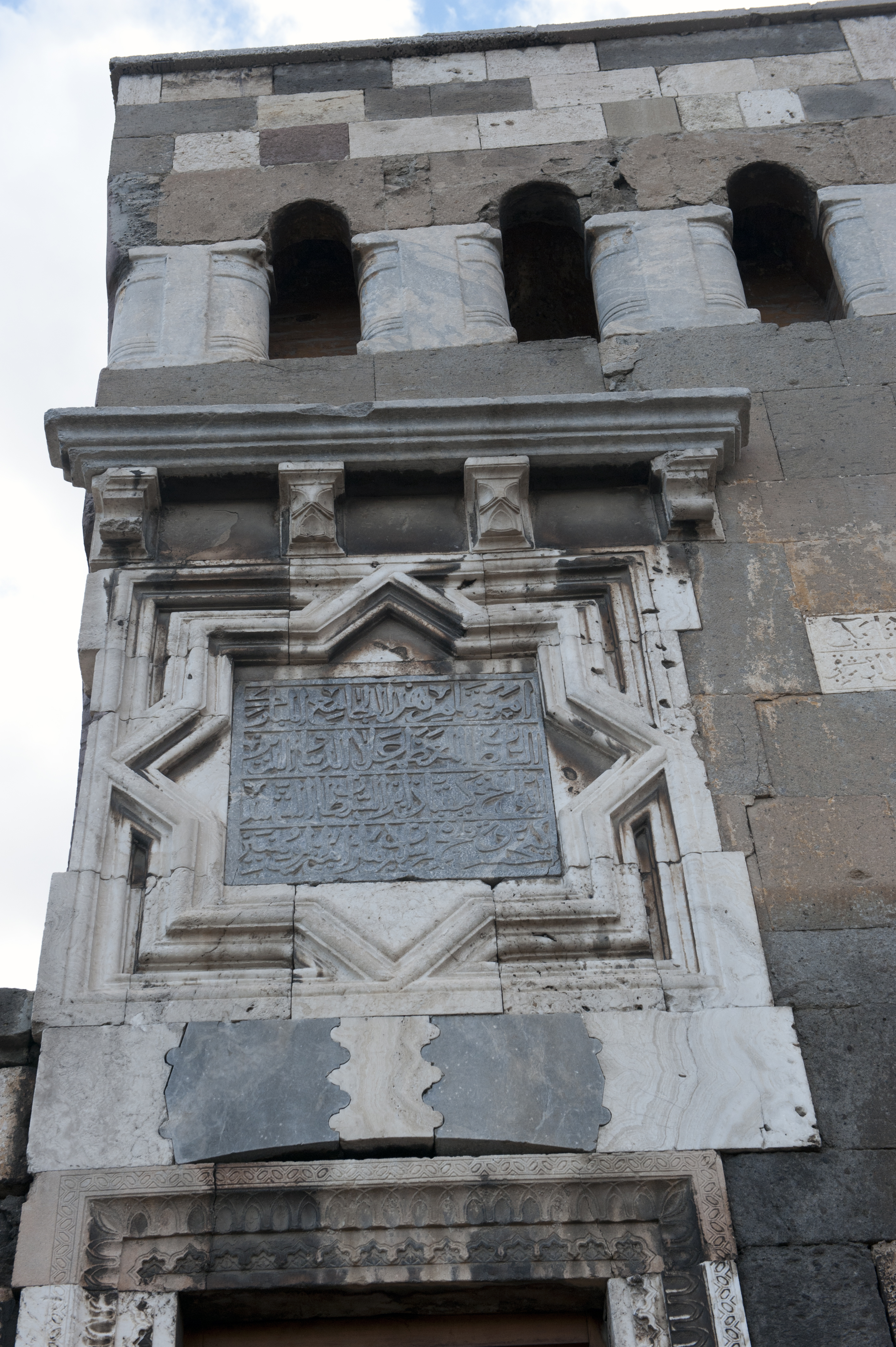
Alaeddin Mosque Building inscription
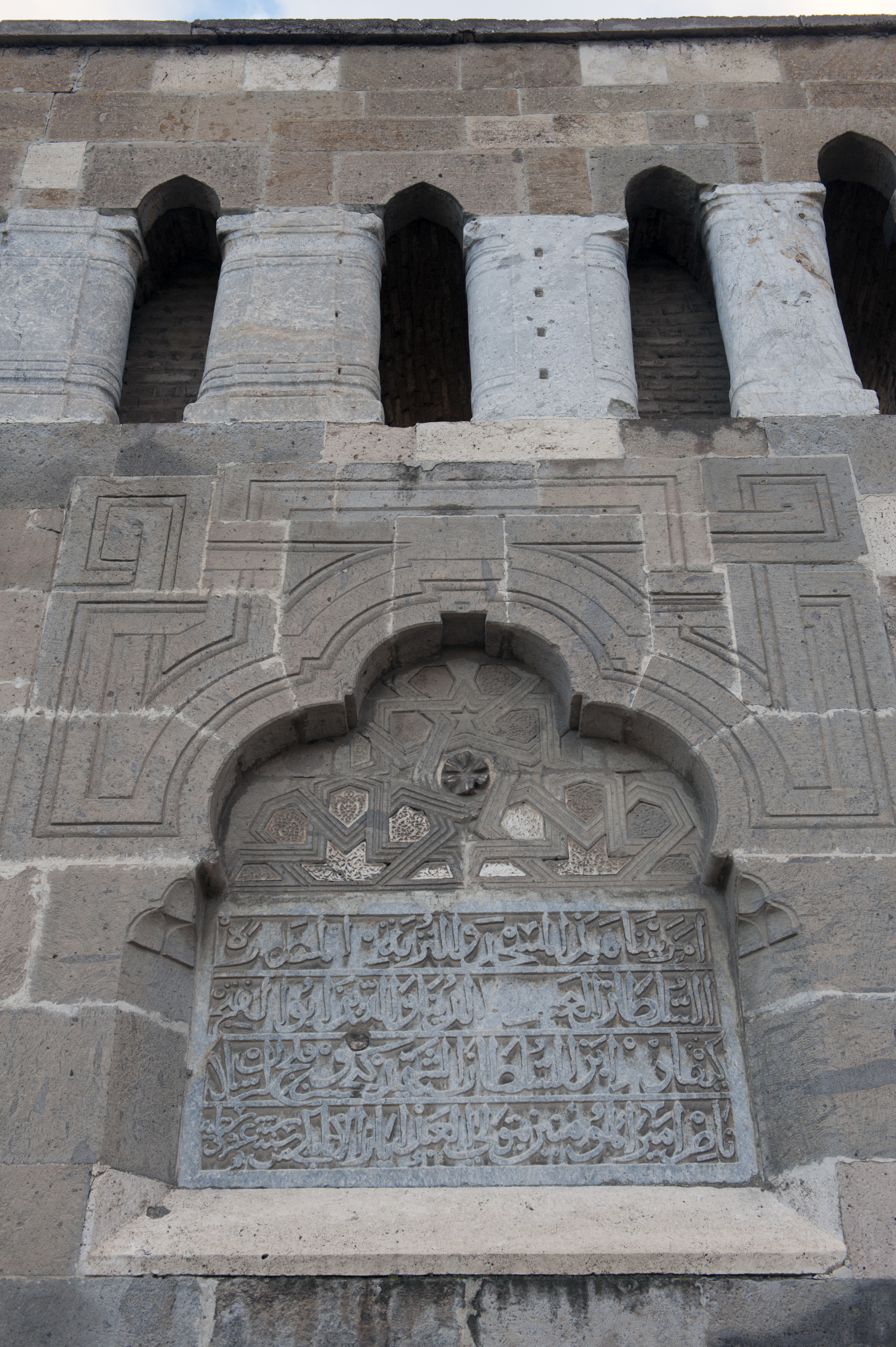
Alaeddin Mosque Building inscription
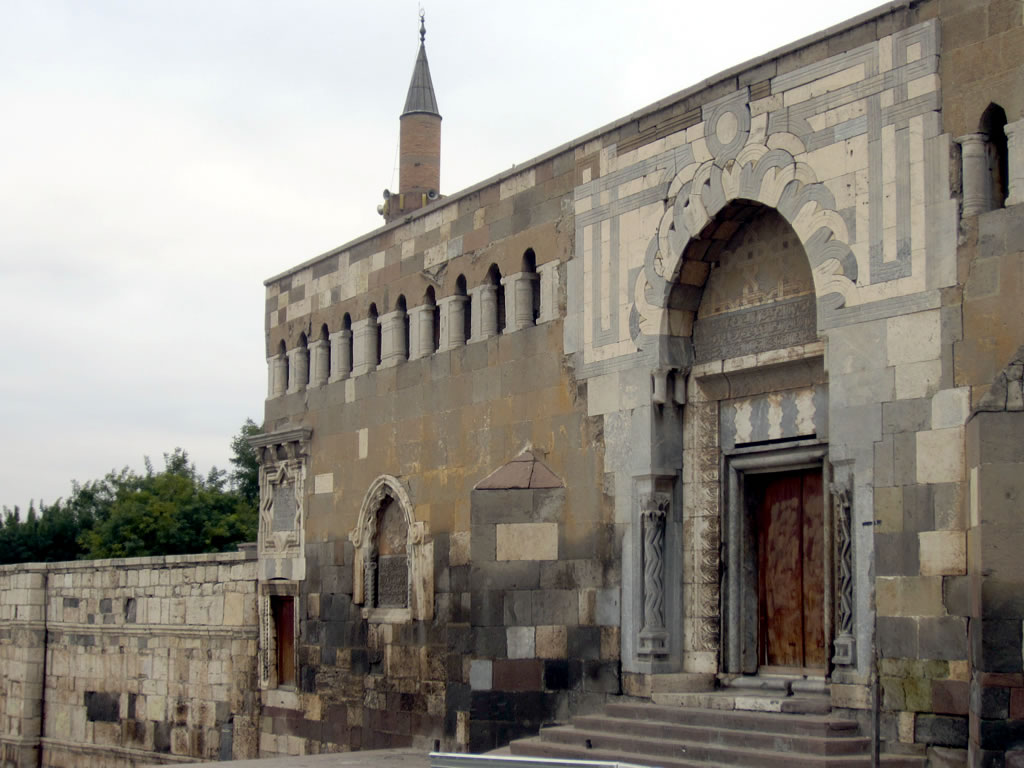
Gate
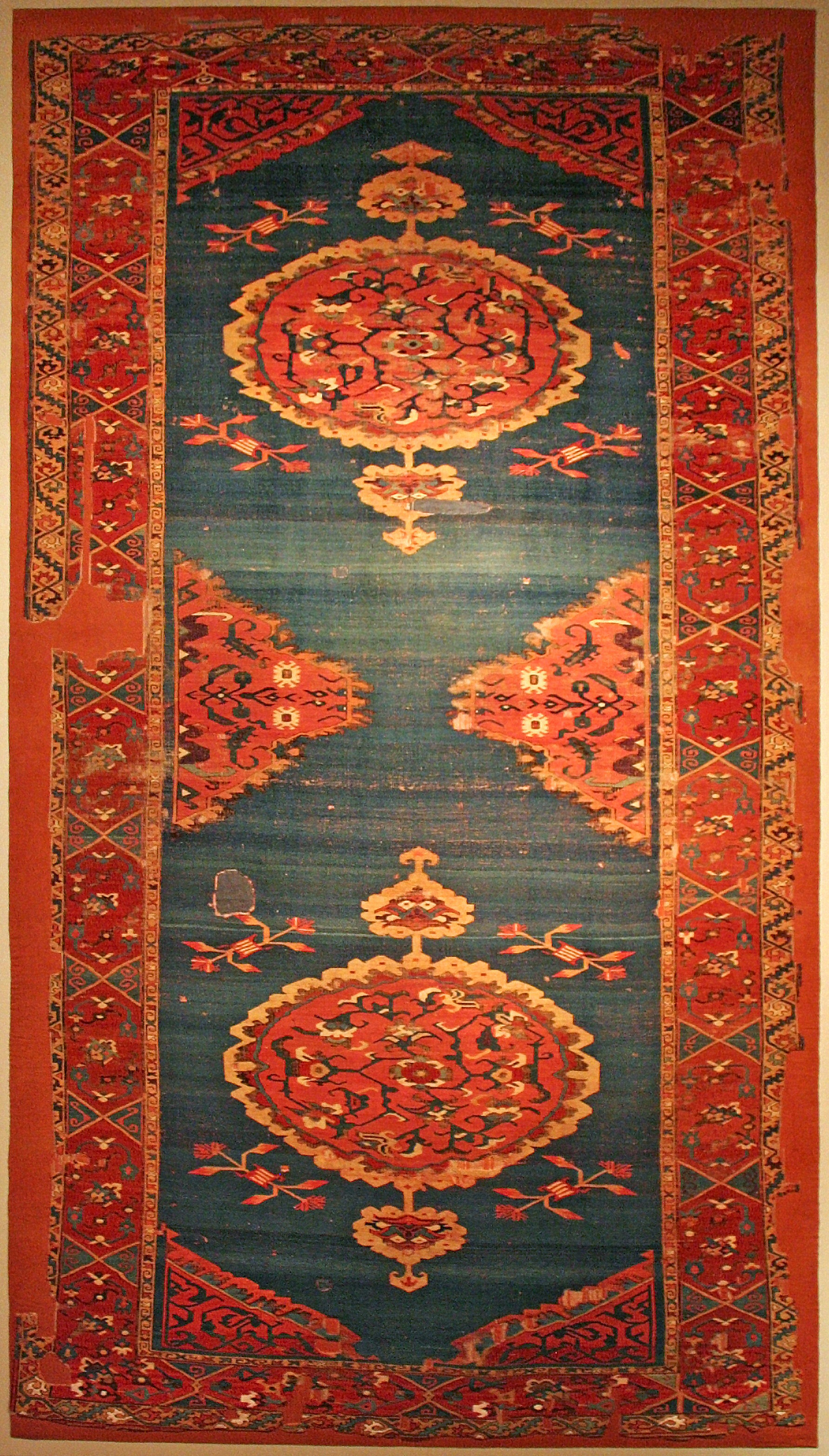
Carpet